# Großsteingrab Store Rørbæk By 1
Das Großsteingrab Store Rørbæk By 1 war eine megalithische Grabanlage der jungsteinzeitlichen Nordgruppe der Trichterbecherkultur im Kirchspiel Snostrup in der dänischen Kommune Frederikssund. Es wurde um 1875 zerstört.

## Lage
Das Grab lag südlich von Store Rørbæk auf einer heutigen Grünfläche zwischen dem Frederikssundsvej und dem Udlejrevej. In der näheren Umgebung gibt bzw. gab es zahlreiche weitere megalithische Grabanlagen.

## Forschungsgeschichte
Im Jahr 1875 führten Mitarbeiter des Dänischen Nationalmuseums eine Dokumentation der Fundstelle durch. Zu dieser Zeit waren die letzten Reste der Anlage in Abtragung begriffen.

## Beschreibung

### Architektur
Die Anlage besaß eine sehr große nord-südlich orientierte rechteckige Hügelschüttung mit einer Länge von 94 m, einer Breite von 19 m und einer Höhe von 1,2 m. 1875 war nur noch ein kleines Stück des Hügels erhalten. Er soll an den Enden etwas höher gewesen sein als in der Mitte. Über eine mögliche steinerne Umfassung ist nichts bekannt. 
Am Nordende des Hügels befand sich eine Grabkammer. Über sie ist nur bekannt, dass sie aus mehreren großen Steinen bestanden hatte. Zur Orientierung, den Maßen und dem Typ der Kammer liegen keine Informationen vor.

### Funde
In der Kammer wurden Keramikgefäße gefunden, aber wohl nicht aufgehoben.